# Astra - Lost in Space
Astra - Lost in Space (彼方のアストラ, Kanata no Asutora) est un manga écrit et dessiné par Kenta Shinohara, connu pour être l'auteur de Sket Dance. Il est prépublié entre mai 2016 et décembre 2017 sur le site web et application Shōnen Jump+ de l'éditeur Shūeisha, et a été compilé en un total de cinq tomes. Une adaptation en série télévisée d'animation, réalisée par le studio Lerche, est diffusée au Japon du 3 juillet 2019 au 18 septembre 2019.

## Synopsis
L'histoire se déroule dans un futur où la civilisation humaine a colonisé plusieurs planètes et continue de s'étendre à travers l'espace. 
En 2063, Aries Spring, étudiante, a eu la chance d'être sélectionnée pour participer à un camp scolaire tout à fait exceptionnel sur la planète McPa. Surexcitée, la jeune fille a hâte d'y être mais, le jour J, elle et les huit autres participants sont projetés à des milliers d'années-lumière de leur point de départ, par un mystérieux orbe lumineux. Dès lors livrés à eux-mêmes, les adolescents ne peuvent compter que sur eux-mêmes ainsi que sur le mystérieux vaisseau fantôme à côté duquel ils ont été téléportés.

## Personnages
Kanata Hoshijima (カナタ・ホシジマ, Hoshijima Kanata)
Voix japonaise : Yoshimasa Hosoya
Aries Spring (アリエス・スプリング, Ariesu Supuringu)
Voix japonaise : Inori Minase
Quitterie Raffaëlli (キトリー・ラファエリ, Kitorī Rafaeri)
Voix japonaise : Tomoyo Kurosawa
Funicia Raffaëlli (フニシア・ラファエリ, Funishia Rafaeri)
Voix japonaise : Hina Kino
Ulgar Zweig (ウルガー・ツヴァイク, Urugā Tsuvaiku)
Voix japonaise : Kōki Uchiyama
Charce Lacroix (塚本 仁, Sharusu Rakurowa)
Voix japonaise : Nobunaga Shimazaki
Luca Esposito (ルカ・エスポジト, Ruka Esupojito)
Voix japonaise : Sumire Uesaka
Yun-Hua Lu (ユンファ・ルー, Yunfa Rū)
Voix japonaise : Saori Hayami
Zack Walker (シャルス・ラクロワ, Zakku Wōkā)
Voix japonaise : Shunsuke Takeuchi

## Manga
Le manga est publié depuis mai 2016 sur le site web et application Shōnen Jump+ de Shūeisha. En France, le manga est édité par nobi nobi !. L'œuvre a été nommée lors de la 23e édition du prix culturel Osamu Tezuka, et a remporté le Grand prix Manga Taishō au cours de sa 12e édition.

### Liste des volumes
| no | Japonais        | Japonais          | Français          | Français      |
| no | Date de sortie  | ISBN              | Date de sortie    | ISBN          |
| -- | --------------- | ----------------- | ----------------- | ------------- |
| 1  | 4 juillet 2016  | 978-4-08-880843-7 | 20 mars 2019      | 9782373492590 |
| 2  | 4 novembre 2016 | 978-4-08-880869-7 | 8 mai 2019        | 9782373492606 |
| 3  | 4 avril 2017    | 978-4-08-881065-2 | 3 juillet 2019    | 9782373492613 |
| 4  | 4 août 2017     | 978-4-08-881144-4 | 18 septembre 2019 | 9782373492620 |
| 5  | 2 février 2018  | 978-4-08-881314-1 | 20 novembre 2019  | 9782373493627 |

## Anime
Une adaptation en série d'animation est annoncée au mois de février 2019; elle est assurée par le studio Lerche et diffusée depuis le 3 juillet 2019 au Japon. La réalisation des épisodes est confiée à Masaomi Andō, connu pour son travail sur les séries School-Live! et Kuzu no honkai notamment, le scénario est fourni par Norimitsu Kaihō, tandis que le character design est confié à Keiko Kurosawa. Le générique d'ouverture, star*frost, est chantée par nonoc (ja), tandis que le générique de fin, Glow at the Velocity of Light, est interprété par Riko Azuna (ja).

### Liste des épisodes
| No | Titre en français | Titre original                                 | Date de 1re diffusion |
| -- | ----------------- | ---------------------------------------------- | --------------------- |
| 1  | Planet Camp       | PLANET CAMP プラネテキャンプ (Puranete kyanpu) | 3 juillet 2019        |
| 2  | Wilderness        | WILDERNESS                                     | 10 juillet 2019       |
| 3  | Meteor            | METEOR                                         | 17 juillet 2019       |
| 4  | Star of Hope      | STAR OF HOPE                                   | 24 juillet 2019       |
| 5  | Paradise          | Paradise                                       | 31 juillet 2019       |
| 6  | Secret            | SECRET                                         | 7 août 2019           |
| 7  | Past              | PAST                                           | 14 août 2019          |
| 8  | Lost and Found    | LOST AND FOUND                                 | 21 août 2019          |
| 9  | Revelation        | REVELATION                                     | 28 août 2019          |
| 10 | Culprit           | CULPRIT                                        | 4 septembre 2019      |
| 11 | Confession        | CONFESSION                                     | 11 septembre 2019     |
| 12 | Friend-Ship       | FRIEND-SHIP                                    | 18 septembre 2019     |